# پردکلاشتری
پردکلاشتری (به چکی: Předklášteří) یک منطقهٔ مسکونی در جمهوری چک است که در ناحیه برنو-تسوونتری واقع شده‌است. پردکلاشتری ۷٫۲۶ کیلومتر مربع مساحت و ۱٬۴۴۷ نفر جمعیت دارد و ۲۵۶ متر بالاتر از سطح دریا واقع شده‌است.

## نگارخانه

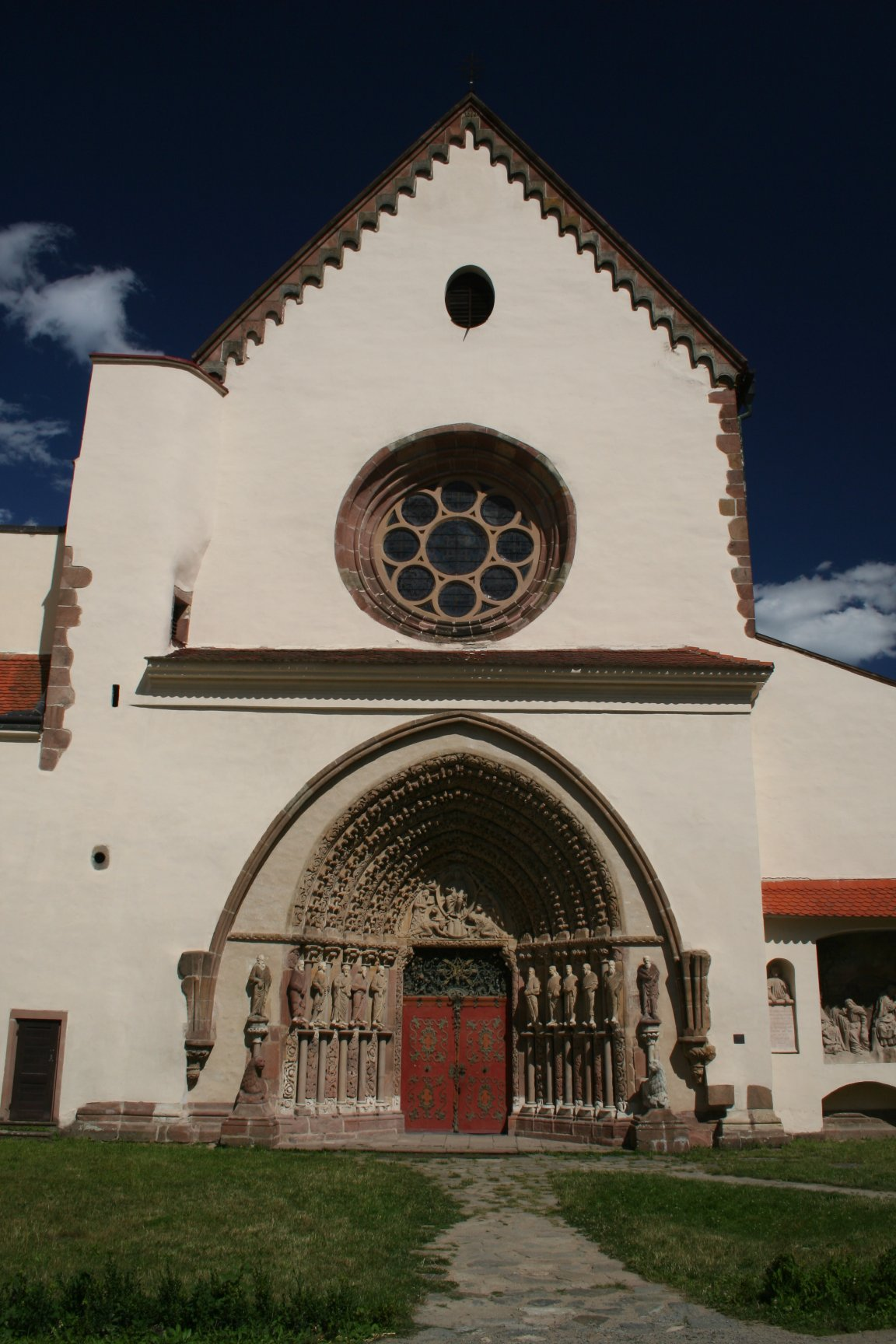
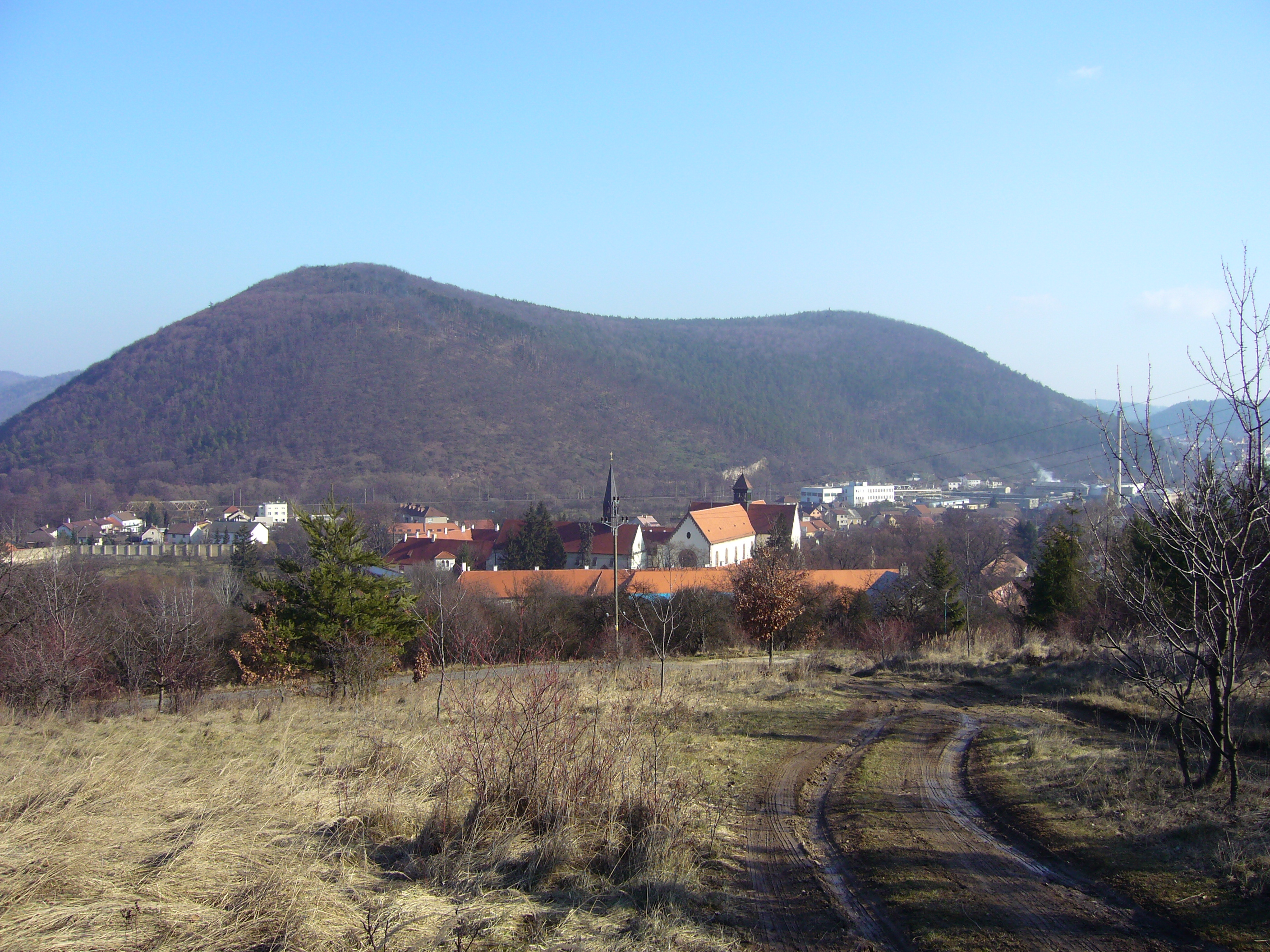
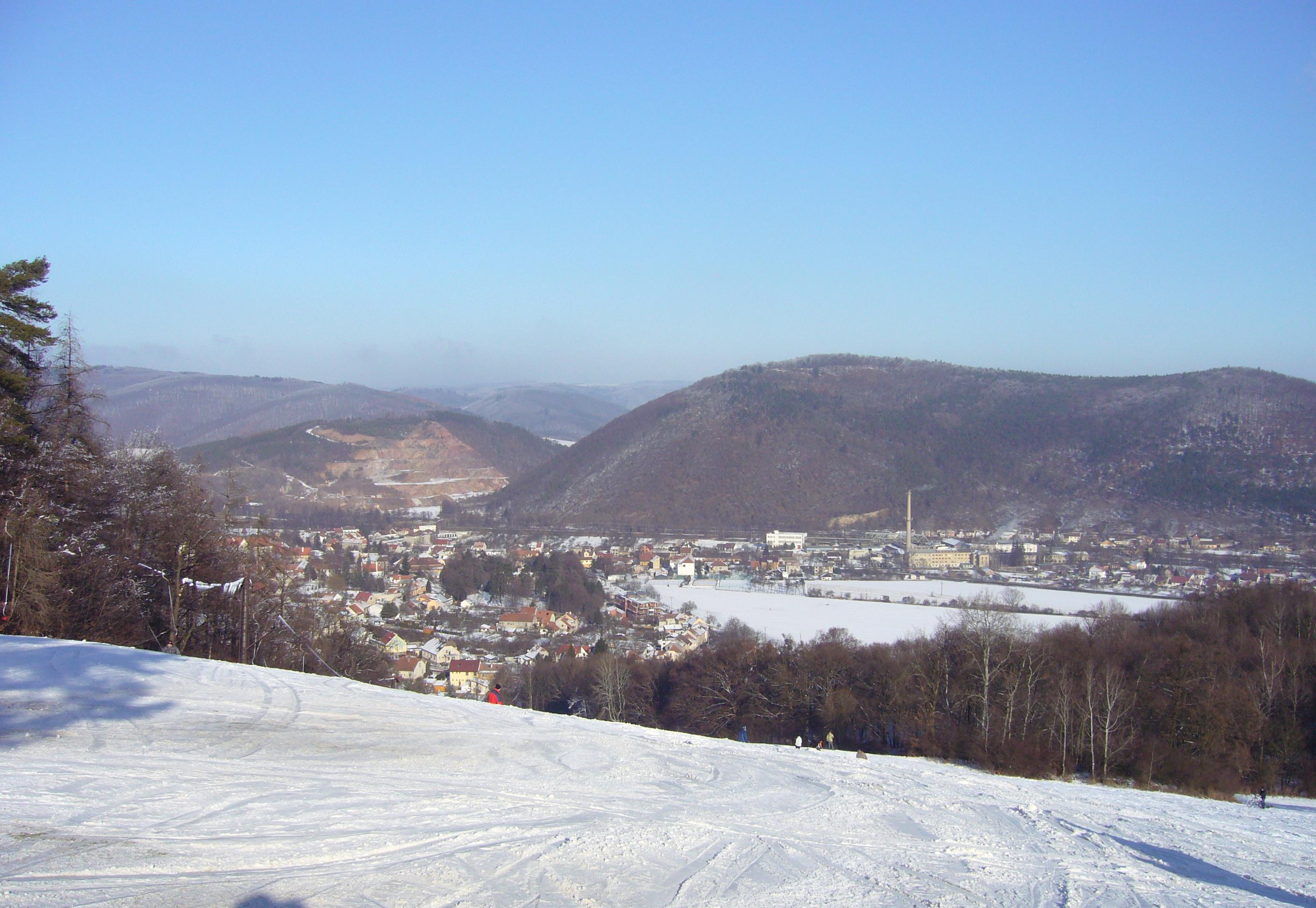